# Cyanea citrae
Cyanea citrae är en manetart som först beskrevs av Kamakiche Kishinouye 1910.  Cyanea citrae ingår i släktet Cyanea och familjen Cyaneidae. Inga underarter finns listade i Catalogue of Life.